# Copa do Mundo de Beisebol
A Copa do Mundo de Beisebol (em inglês: Baseball World Cup) foi um torneio internacional no qual seleções nacionais de beisebol de todo o mundo competiam. Foi sancionada pela Federação Internacional de Beisebol (IBAF), atual WBSC.

## História
O campeonato se desenrolou anualmente de 1989 até 1992, pulando 1990 e 1991. A partir de 2002, passou a acontecer com cadência irregular, a cada dois, três ou quatro anos. A edição de 1988 foi a primeira a se chamar "Copa do Mundo"; antes, o torneio atendia por Série Mundial Amadora (Amateur World Series).
Houve 107 edições da Copa do Mundo de Beisebol até hoje; a primeira, organizada em 1938, teve a participação de apenas duas equipes, mas desde 1994 vem se mantendo o formato com dezesseis — dezoito em 2005. A edição mais recente foi realizada em 2007, em Taiwan. O torneio geralmente recebe uma publicidade relativamente pequena, comparando-se com a Copa do Mundo de futebol e a Copa do Mundo de rúgbi. Desde 1996, jogadores de ligas menores dos Estados Unidos têm competido, mas a Major League Baseball não permite que seus jogadores participem. Nos meses anteriores ao notório primeiro Clássico Mundial de Beisebol, muitos comentaristas anunciaram-no como uma "Copa do Mundo de Beisebol", talvez não percebendo que um torneio com aquele nome já existe e há quase setenta anos. Todavia, o Clássico Mundial de Beisebol foi o primeiro torneio internacional de beisebol a incluir jogadores de ligas maiores, fazendo-o um melhor equivalente às outras copas do mundo, que contam com jogadores das mais prestigiadas ligas profissionais, do que a Copa do Mundo de Beisebol.
A Copa do Mundo de Beisebol masculino foi descontinuada em favor do Clássico Mundial de Beisebol. A IBAF, se tornou WBSC e começou a sancionar dois novos torneios: a Copa do Mundo de categorias de base e um campeonato sênior envolvendo as descêsseis melhores equipes do mundo, chamado WBSC Premier12, a partir de 2014.

## Resultados
| Ano  | Edição  | País-sede            | Equipes | Campeão         | Vice-campeão             | Terceiro lugar  |
| ---- | ------- | -------------------- | ------- | --------------- | ------------------------ | --------------- |
| 1938 | I       | Grã-Bretanha         | 2       | Grã-Bretanha    | Estados Unidos           | nenhum          |
| 1939 | II      | Cuba                 | 3       | Cuba            | Nicarágua                | Estados Unidos  |
| 1940 | III     | Cuba                 | 7       | Cuba            | Estados Unidos Nicarágua | nenhum          |
| 1941 | IV      | Cuba                 | 9       | Venezuela       | Cuba                     | México          |
| 1942 | V       | Cuba                 | 5       | Cuba            | Rep. Dominicana          | Venezuela       |
| 1943 | VI      | Cuba                 | 4       | Cuba            | México                   | Rep. Dominicana |
| 1944 | VII     | Venezuela            | 8       | Venezuela       | México                   | Cuba            |
| 1945 | VIII    | Venezuela            | 6       | Venezuela       | Colômbia                 | Panamá          |
| 1947 | IX      | Colombia             | 9       | Colômbia        | Porto Rico               | Nicarágua       |
| 1948 | X       | Nicarágua            | 8       | Rep. Dominicana | Porto Rico               | Colômbia        |
| 1950 | XI      | Nicarágua            | 12      | Cuba            | Rep. Dominicana          | Venezuela       |
| 1951 | XII     | México               | 11      | Porto Rico      | Venezuela                | Cuba            |
| 1952 | XIII    | Cuba                 | 13      | Cuba            | Rep. Dominicana          | Porto Rico      |
| 1953 | XIV     | Venezuela            | 11      | Cuba            | Venezuela                | Nicarágua       |
| 1961 | XV      | Costa Rica           | 10      | Cuba            | México                   | Venezuela       |
| 1965 | XVI     | Colômbia             | 9       | Colômbia        | México                   | Porto Rico      |
| 1969 | XVII    | República Dominicana | 11      | Cuba            | Estados Unidos           | Rep. Dominicana |
| 1970 | XVIII   | Colômbia             | 12      | Cuba            | Estados Unidos           | Porto Rico      |
| 1971 | XIX     | Cuba                 | 10      | Cuba            | Colômbia                 | Nicarágua       |
| 1972 | XX      | Nicarágua            | 16      | Cuba            | Estados Unidos           | Nicarágua       |
| 1973 | XXI     | Cuba                 | 8       | Cuba            | Porto Rico               | Venezuela       |
| 1973 | XXII    | Nicarágua            | 11      | Estados Unidos  | Nicarágua                | Porto Rico      |
| 1974 | XXIII   | Estados Unidos       | 9       | Estados Unidos  | Nicarágua                | Colômbia        |
| 1976 | XXIV    | Colômbia             | 11      | Cuba            | Porto Rico               | Japão           |
| 1978 | XXV     | Itália               | 11      | Cuba            | Estados Unidos           | Coreia do Sul   |
| 1980 | XXVI    | Japão                | 12      | Cuba            | Coreia do Sul            | Japão           |
| 1982 | XXVII   | Coreia do Sul        | 10      | Coreia do Sul   | Japão                    | Estados Unidos  |
| 1984 | XXVIII  | Cuba                 | 13      | Cuba            | Taipé Chinês             | Estados Unidos  |
| 1986 | XXIX    | Países Baixos        | 12      | Cuba            | Coreia do Sul            | Taipé Chinês    |
| 1988 | XXX     | Itália               | 12      | Cuba            | Estados Unidos           | Taipé Chinês    |
| 1990 | XXXI    | Canadá               | 12      | Cuba            | Nicarágua                | Coreia do Sul   |
| 1994 | XXXII   | Nicarágua            | 16      | Cuba            | Coreia do Sul            | Japão           |
| 1998 | XXXIII  | Itália               | 16      | Cuba            | Coreia do Sul            | Nicarágua       |
| 2001 | XXXIV   | Taiwan               | 16      | Cuba            | Estados Unidos           | Taipé Chinês    |
| 2003 | XXXV    | Cuba                 | 16      | Cuba            | Panamá                   | Japão           |
| 2005 | XXXVI   | Países Baixos        | 18      | Cuba            | Coreia do Sul            | Panamá          |
| 2007 | XXXVII  | Taiwan               | 16      | Estados Unidos  | Cuba                     | Japão           |
| 2009 | XXXVIII | Itália               | 20      | Estados Unidos  | Cuba                     | Canadá          |
| 2011 | XXXIX   | Panamá               | 24      | Países Baixos   | Cuba                     | Canadá          |

## Títulos por país
| Seleção              | Ouro | Prata | Bronze | Total |
| -------------------- | ---- | ----- | ------ | ----- |
| Cuba                 | 25   | 4     | 2      | 31    |
| Estados Unidos       | 4    | 8     | 3      | 15    |
| Venezuela            | 3    | 2     | 4      | 9     |
| Colômbia             | 2    | 2     | 2      | 6     |
| Coreia do Sul        | 1    | 5     | 2      | 8     |
| Porto Rico           | 1    | 4     | 4      | 9     |
| República Dominicana | 1    | 3     | 2      | 6     |
| Países Baixos        | 1    | 0     | 0      | 1     |
| Grã-Bretanha         | 1    | 0     | 0      | 1     |
| Nicarágua            | 0    | 5     | 5      | 10    |
| México               | 0    | 4     | 1      | 5     |
| Japão                | 0    | 1     | 5      | 6     |
| Taipé Chinês         | 0    | 1     | 3      | 4     |
| Panamá               | 0    | 1     | 2      | 3     |
| Canadá               | 0    | 0     | 2      | 2     |

### Copa do Mundo de Beisebol Feminino
| Ano           | Sede da final | Final          | Final        | Final          | Semi finalistas | Semi finalistas | Número de times |
| Ano           | Sede da final | Campeão        | Resultado    | Vice           | 3º lugar        | 4º lugar        | Número de times |
| ------------- | ------------- | -------------- | ------------ | -------------- | --------------- | --------------- | --------------- |
| 2004 Detalhes | Edmonton      | Estados Unidos | 2 – 0        | Japão          | Canadá          | Austrália       | 5               |
| 2006 Detalhes | Taipé         | Estados Unidos | 13 – 11      | Japão          | Canadá          | Austrália       | 7               |
| 2008 Detalhes | Matsuyama     | Japão          | 12 – 2 (F/5) | Canadá         | Estados Unidos  | Austrália       | 8               |
| 2010 Detalhes | Maracay       | Japão          | 13 – 3 (F/5) | Austrália      | Estados Unidos  | Venezuela       | 11              |
| 2012 Detalhes | Edmonton      | Japão          | 3 – 0        | Estados Unidos | Canadá          | Austrália       | 8               |
| 2014 Detalhes | Miyazaki      | Japão          | 3 – 0        | Estados Unidos | Austrália       | Canadá          | 8               |
| 2016 Detalhes | Busan         |                |              |                |                 |                 |                 |